# Gryllotalpa devia
Gryllotalpa devia is een rechtvleugelig insect uit de familie veenmollen (Gryllotalpidae). De wetenschappelijke naam van deze soort is voor het eerst geldig gepubliceerd in 1877 door Henri de Saussure. De soort komt voor aan Kaap de Goede Hoop.